# Pawana dla zmęczonego
Pawana dla zmęczonego (jap. 日本の青春 Nihon no Seishun) – japoński dramat filmowy z 1968 roku w reżyserii Masakiego Kobayashiego na podst. powieści Dokkoisho Shūsaku Endō.

## Fabuła
Zensaku Kosaka jest niespełnionym wynalazcą, niebędącym w stanie się porozumieć ze swoim synem, Renjim. Nęka go również trauma z czasów II wojny światowej, kiedy podczas służby wojskowej jego brutalny przełożony, Suzuki pobił go po odmowie torturowania amerykańskiego jeńca, prowadząc go do głuchoty. Traumy z przeszłości kolejny raz ujawniają się, gdy Renji zaczyna się spotykać z córką Suzukiego, który okazuje być obrotnym przemysłowcem. Zensaku odnajduje dziewczynę z lat młodości, Yoshiko i stara rozpocząć z nią nowe życie licząc na powrót do młodzieńczych ideałów. usiłuje pomóc jej sprzedać wynalazek jej zmarłego męża chemika – ognioodporny plastik. Klientem jest Suzuki, który uważa, że wynalazek można wykorzystać w wojnie wietnamskiej. Zensaku protestuje, ale Yoshiko zostaje „kupiona” przez Suzukiego, Zensaku nic nie może z tym przeciwstawić. Po raz kolejny upokorzony przez Suzukiego, Zensaku rezygnuje z planów nowego życia i grzecznie wraca do domu.

## Obsada
- Makoto Fujita – Zensaku Kosaka
- Toshio Kurosawa – Renji Kosaka
- Michiyo Aratama – Yoshiko
- Kei Satō – Suzuki
- Tomoko Naraoka – żona Zensaku
- Wakako Sakai – córka Suzukiego

## Recenzje
Andrzej Braun na łamach „Filmu” zwrócił uwagę na szybką europeizację Japończyków na przykładzie Pawany dla zmęczonego, co było niekorzyścią dla dalszego seansu filmowego i tematyki filmowej: „o ile ciekawe są dla nas realia, obyczaje, sposób bycia tych ludzi, o tyle zbytnie podobieństwo do wielu znanych europejskich filmów tego rodzaju pozbawia ją [Pawanę dla zmęczonego] w dużym stopniu owej atrakcyjnej odmienności (...) Zbytnia modernizacja w stylu zachodnim zbanalizowała ukazane konflikty”.